# Norðskáli
Norðskáli (doslovně znamenající Severní obydlí; dánsky Nordskåle) je vesnice se 316 obyvateli na Faerských ostrovech. Leží na ostrově Eysturoy a několik kilometrů jižně od ní leží vesnice Oyri. Administrativně spadá pod obec Sunda.